# Johann VI. von Saalhausen

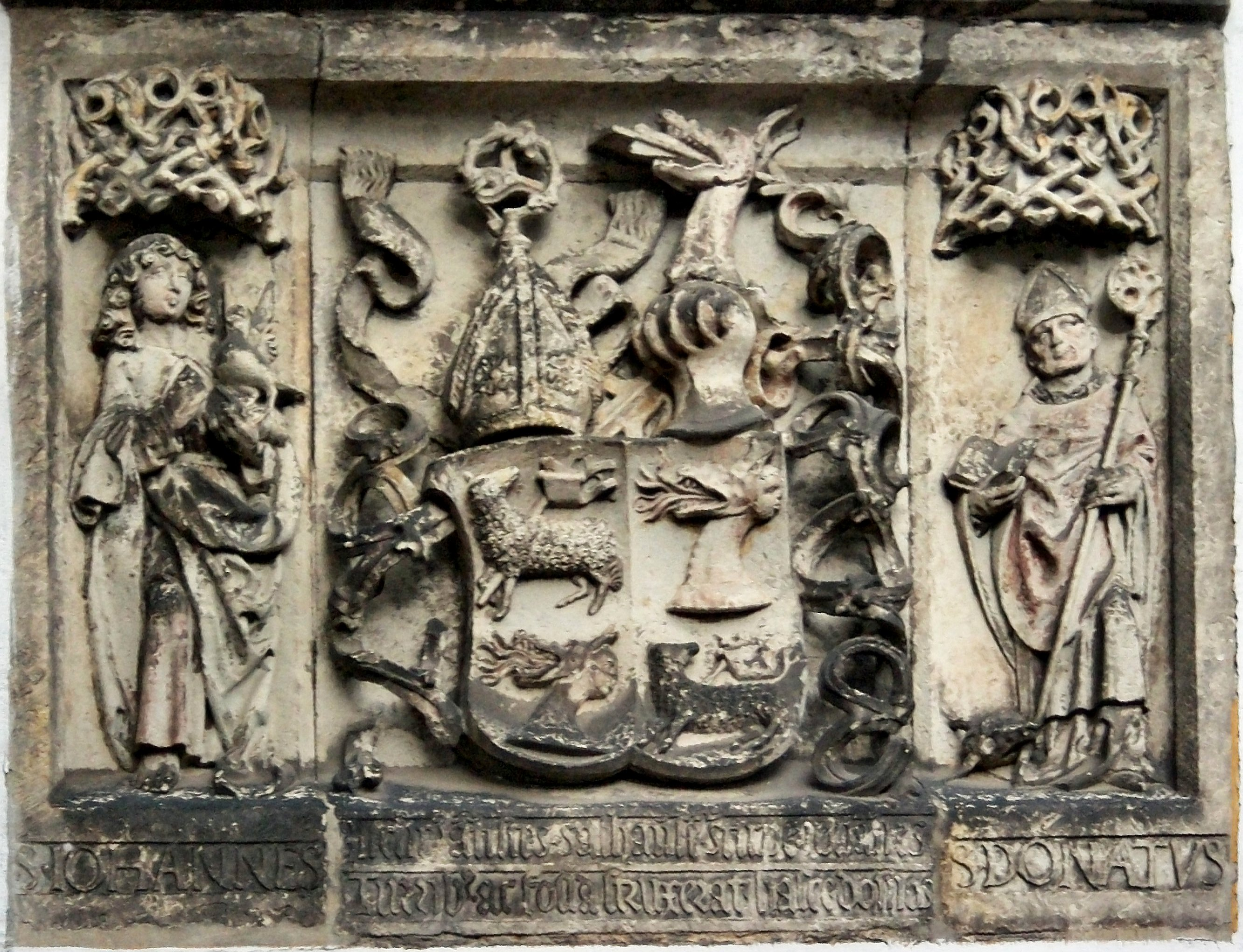
Bischöfliches Wappen in Schloss Wurzen

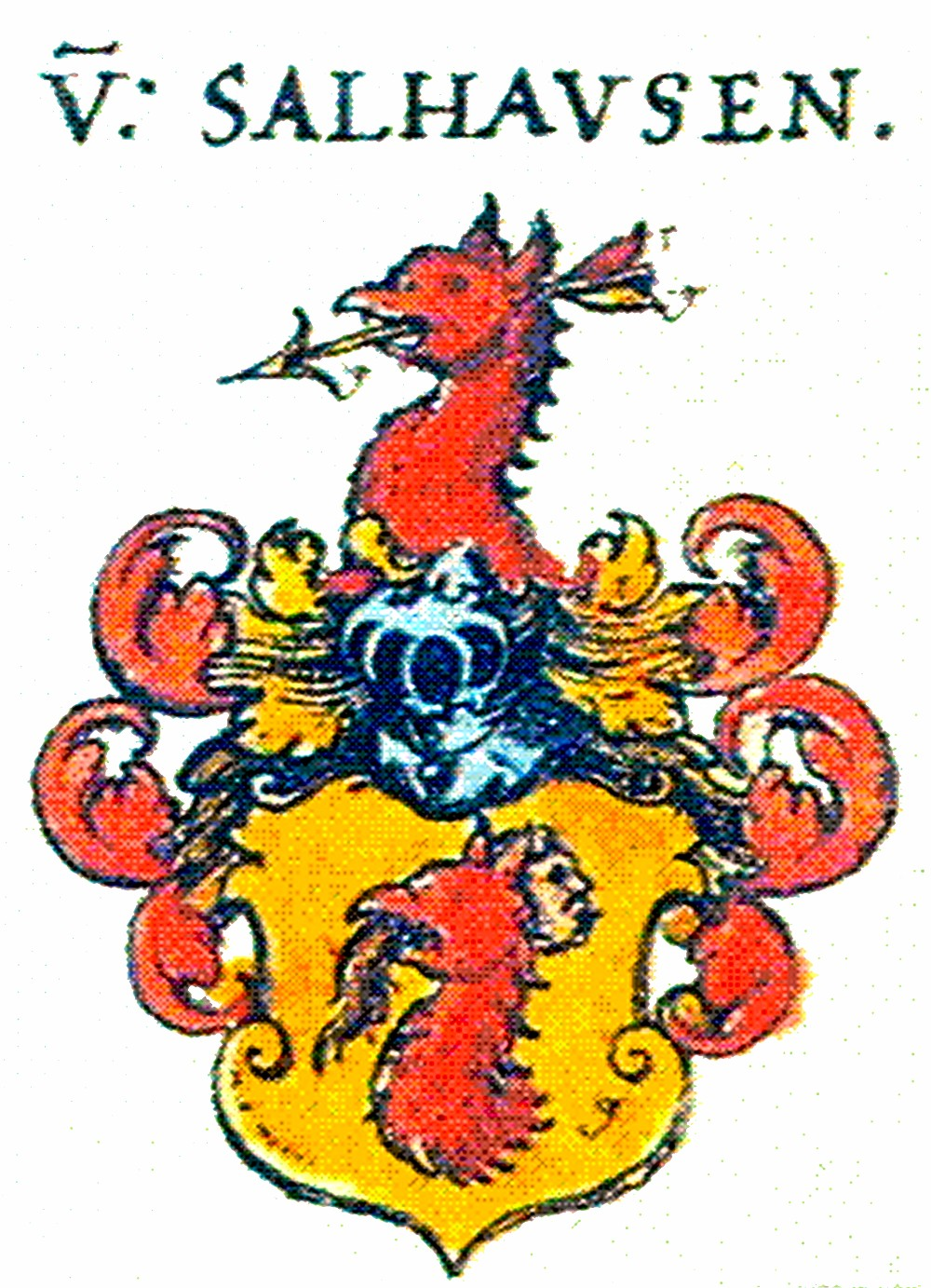
Wappen von Saalhausen

Johann von Saalhausen, auch Salhausen, Salhusen, Salhawssen (* 5. November 1444 in Thammenhain:124; † 10. April 1518 in Stolpen), war von 1488 bis 1518 Bischof von Meißen.

## Leben
Johanns Vater war Friedrich von Saalhausen; seine Mutter Dorothea Munzig (Muntzk). Aus dieser Ehe ging noch ein jüngerer Bruder Georg:124  hervor.

Johann von Saalhausen wurde bereits am 14. April 1466 im Alter von 21 Jahren in das Meißner Domkapitel aufgenommen und erhielt 1469 durch päpstliche Provision das vakante Amt des Wurzener Propsts, das höchste Amt im Wurzener Kollegiatskapitel. Erst 1470 wurde er an der Universität Erfurt unter dem Namen „D(omi)n(u)s Iohannes Salhawßen prepositus in Wurtzen“ immatrikuliert. Welchen Abschluss er erwarb, ist nicht bekannt, üblich war ein Studium des römischen und des kanonischen Rechts. Der Überlieferung nach ging Johann von Saalhausen anschließend nach Italien. Eine Promotion zum Doktor des kanonischen Rechts (angeblich in Rom) kann als sicher angenommen werden, denn eine Urkunde des Meißner Domkapitels von 1476 sowie eine päpstliche Urkunde von 1488 weisen ihn als promovierten Kirchenmann aus. 1476 wählte das Meißner Domkapitel Johann von Saalhausen als Dekan. Während seiner Zeit als Dekan war er auch Rat des sächsischen Kurfürsten Friedrich der Weise.:125–126
Am 12. November 1487 wählte das Meißner Domkapitel Johann von Saalhausen mit Stimmenmehrheit zum Bischof von Meißen, die Wahl wurde am 8. Februar 1488 von Papst Innozenz VIII. bestätigt. Die Bischofsweihe vollzogen der Merseburger Bischof Thilo von Trotha und der Naumburger Bischof Dietrich IV. von Schönberg am 28. Mai 1488 im Dom zu Meißen.:126 Ein Bischof ist das geistliche Oberhaupt einer Diözese, im Mittelalter war er zugleich Reichsfürst und besaß als solcher die weltliche Macht als Landesherr in seinem Territorium, dem Hochstift. Die weltliche Herrschaft erhielt er durch Belehnung vom Kaiser. Kaiser Friedrich III. belehnte Bischof Johann erst am 13. Mai 1490. Zum Hochstift Meißen gehörten Gebiete um Stolpen, Bischofswerda, Mügeln und Wurzen. Bischof Johann von Saalhausen residierte meist in Stolpen und Wurzen.
Nach über dreißigjähriger Amtszeit starb Johann von Saalhausen am 10. April 1518 in Stolpen und wurde drei Tage später in der Grabkapelle im Westchor des Wurzener Doms beigesetzt. Er war damit nach Bischof Herwig von Meißen der zweite Meißner Bischof, der auf die übliche Beisetzung im Meißner Dom verzichtete und Wurzen als Bestattungsort wählte.:137

## Wirken

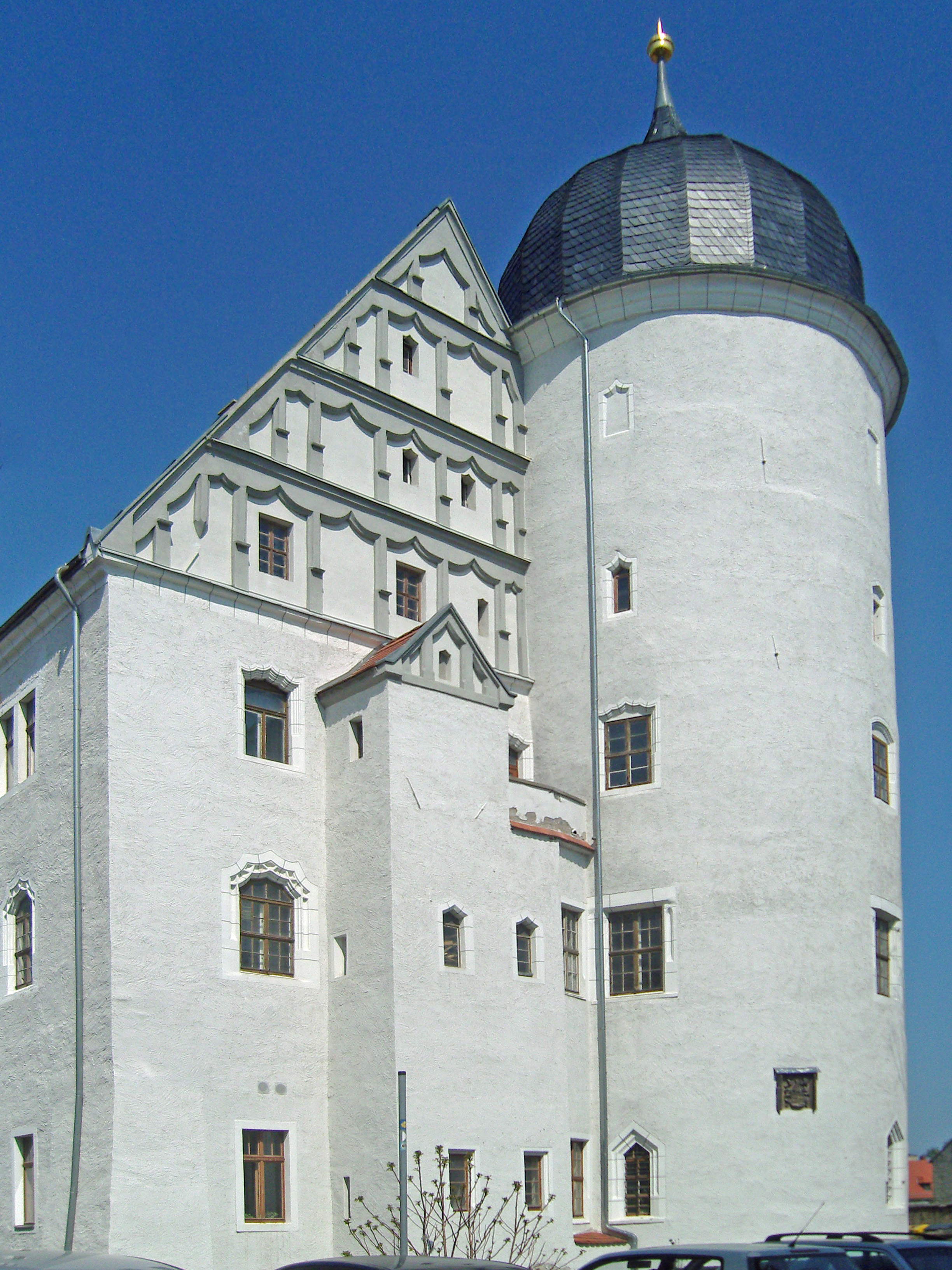
Ab 1491 erbaute Bischof Johann VI das Schloss in Wurzen vollständig neu

Beim Amtsantritt Bischof Johanns befand sich das Hochstift Meißen in einer prekären finanziellen Lage. Sein Vorgänger, Johann V. von Weißenbach, hatte Schulden in Höhe von 21.475 Gulden hinterlassen. Davon konnte Johann VI. etwa 8.500 Gulden mit Hilfe eines Rechtsgutachtens zurückweisen, das Johann von Breitenbach an der Juristenfakultät der Universität Leipzig erstellt hatte. Um die Wirtschaftsführung des Hochstifts grundlegend zu modernisieren, leitete Johann VI. ein Reformprogramm ein. Er strich überflüssige Stellen, verpachtete unrentable Wirtschaftseinheiten oder schloss sie ganz, so zum Beispiel das Viehhaus in Stolpen, das Bischofsschloss in Liebethal wurde abgerissen und der Wirtschaftsbetrieb mit dem in Stolpen zusammengelegt. Er ließ Viehweiden und Fischteiche anlegen (z. B. in Seeligstadt und Wilschdorf), Schäfereien einrichten und Mühlen in Schmölln und bei Wurzen bauen, Ödland urbar machen, neues Land kaufen und einige Dörfer bei Wurzen erwerben. Auf diese Weise konnte er in wenigen Jahren die Schuldenlast tilgen und erhebliche Einnahmen erzielen.:127:50–67
Zum Reformprogramm gehörte auch die Modernisierung der Stiftsverwaltung. Johann VI. ließ Rechte und Pflichten genau aufzeichnen und führte eine akribische Rechenschaftslegung ein. Das 1495 verfasste Liber Salhusii enthält Abschriften aller für Herrschaft und Verwaltung des Hochstifts wichtigen Urkunden: eine Übersicht des an Untertanen verlehnten Besitzes, ein Verzeichnis der bischöflichen Einkünfte, eine Auflistung der Kirchgemeinden und der von ihren Pfarrern an den Bischof zu entrichtenden Abgaben. Eine zweite Sammelhandschrift, Bischof Salhausens Lehnbuch enthält die Abschriften der unter Bischof Johann zwischen 1488 und 1518 ausgestellten Lehnbriefe, Schiedsverträge und Privilegien der Stiftsstädte Stolpen, Bischofswerda, Mügeln und Wurzen.:127
Wurzen wurde von Johann VI. als Bischofssitz aufgewertet. Er residierte in Wurzen fast so oft wie in Meißen und damit weit häufiger als seine Vorgänger. Von 1491 bis 1497 errichtete er für 14.000 Taler das Schloss Wurzen mit zwei Türmen, einem Torturm, Gefängnissen und einem Burggraben. Am Wurzener Dom ließ er 1503 einen Westchor für die bischöfliche Grabkapelle bauen. Stolpen blieb aber weiterhin Hauptresidenz des Bischofs, dort befanden sich Kanzlei, Archiv und bischöfliches Gericht.
In baulicher Hinsicht ließ Bischof Johann die Kreuzkirche in Dresden, die Kirchen in Stolpen, Bischofswerda, Göda, Briesnitz, Coswig, Zschauitz, Alt- und Neu-Mügeln, dann die Pfarrgebäude von Wurzen, Thallwitz, Tätzschwitz und Röcknitz, sowie die bischöflichen Schlösser instand setzen. Als man in der Nähe von Wurzen zwei Steinbrüche fand, „duabus lapidicinis inventis,“ schenkte Johann dieser Stadt besonderes Wohlwollen. Er baute hier ein Kornhaus mit zwei Mühlen sowie den hohen Chor des Domes, legte neue Kapellen an und bestimmte eine davon zu seiner Grabstätte. Er errichtete zugleich zwei Altäre zu Ehren der heiligen Anna und Maria, der Heiligen Johannes und Donatus sowie drei steinerne Heiligenstatuen.
Johann hielt am katholischen Glauben bis an sein Lebensende fest, tat sehr viel für die Hebung des kirchlichen Lebens, gab 1502 der Kirche zu Kamenz die Erlaubnis, zum Fest der Kreuzauffindung einen feierlichen Umgang „cum figuris“ zu halten und spendete reichliche Ablässe. Johann sorgte für die Anstellung einer größeren Anzahl Geistlicher in seinem Bistum und für die Verbesserung ihres Einkommens. So legte er den Inhabern einiger Oberlausitzer Pfarreien die Pflicht auf, einen der sorbischen Sprache mächtigen Hilfsgeistlichen zu halten, da zuweilen einzelne Pfarrer zur Ersparung von Unkosten jährlich lieber nur einmal einen sorbischen Vikar zur Abnahme der Beichte kommen lassen wollten. Auch auf liturgischem Gebiet war Johann in seinem Amt aktiv. So verbesserte er nicht bloß die Statuten des Meißner Domkapitels, sondern ließ auch Messbücher, Gebetbücher, Lesebücher und Gesangbücher

drucken und ermahnte 1500 die Geistlichen in Guben, wohllautenden Kirchengesang zu üben. Im Archiv in Weimar befinden sich noch die Grundzüge einer neuen Ordnung des Kirchengesangs, welche auf seine Veranlassung auch in Kraft trat.

## Liturgische Bücher und Handschriften

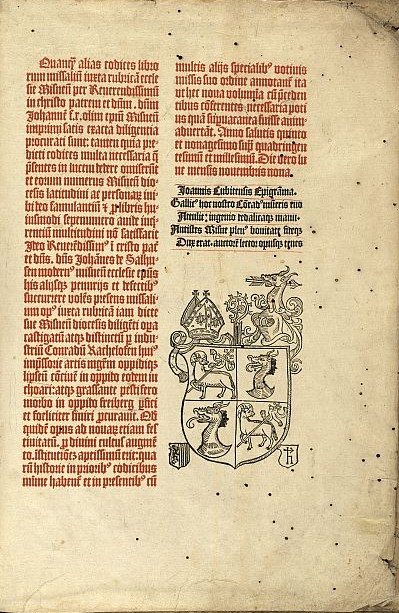
Missale Misniense (1495) mit Bischofswappen Johanns VI.

Johann VI. nutzte die von Johannes Gutenberg 1450 in Mainz erfundene Technik des Buchdrucks mit beweglichen Lettern, um liturgische Texte und kirchliche Ordnungen in ausreichender Zahl im Bistum zu verbreiten. Während seiner Amtszeit ließ er auf eigene Kosten zunächst bei Peter Drach in Speyer, später in Leipzig etwa 20 Bücher drucken.:128 1495 erschien bei Konrad Kachelofen in Leipzig das Missale Misnense, ein Messbuch für das Bistum Meißen, das er zuvor von Andreas Proles einer gründlichen Revision hatte unterziehen lassen. Weitere Ausgaben folgten 1500, 1503 und 1510.:103/109
1504 erschienen die Synodalstatuten, eine Ordnung für die Priester des Bistums mit Vorschriften für deren Lebensführung und der Bestimmung, dass die Messe in lateinischer Sprache, die Predigt aber in der Muttersprache zu halten sei, weshalb die Priester in der Ober- und Niederlausitz angehalten wurden, die sorbische Sprache zu erlernen oder einen sorbischen Hilfsgeistlichen einzustellen.
Johann VI. ließ ab 1502 mehrfach Breviere drucken und gab 1512 das Benediktionale des Bistums Meißen heraus, in dem die liturgischen Riten für Weihen und Segnungen sowie die Ordnungen für kirchliche Feste enthalten waren.:111:128
Meißner Chorbücher: Einige Prachthandschriften, die zu den größten erhaltenen Handschriften des Mittelalters zählen, gehen auf Johann VI. zurück. Er ließ zwischen 1500 und 1506 in Leipzig acht Chorbücher anfertigen, die die lateinischen Psalmen und Gebete für den Chorgesang im Meißner Dom enthalten. Die acht Bände bestehen aus zwei fast identischen Gradualien für das Winter- und zwei für das Sommerhalbjahr, zwei fast identischen Antiphonalen für das Winter- und zwei für das Sommerhalbjahr. Sie standen paarweise in der Mitte des Chores und mussten sehr groß sein, damit die Chorherren, Vikare und Priester, die auf beiden Seiten im Chorgestühl saßen, die Texte und Noten aus der Ferne lesen konnten. Alle acht Codices sind mit prächtigen Buchmalereien, Initialen und Zierseiten geschmückt. Ein Band umfasst zwischen 275 und 337 Pergamentblätter von ca. 65 cm Breite und 80 cm Höhe und wiegt zusammen mit den lederbezogenen, hölzernen Buchdeckeln ca. 45 kg, jedes Blatt kostete etwa 6 Gulden. Nach Einführung der Reformation in Meißen gingen die Chorbücher in den Besitz des Landesherrn über. Im Jahre 1580 gelang es dem inzwischen ebenfalls evangelisch gewordenen Naumburger Domkapitel, die kostbaren Bände für den eigenen Gottesdienst zu erwerben. Sie blieben bis ins 19. Jahrhundert in Benutzung. Heute werden sie in der Naumburger Domstiftsbibliothek aufbewahrt und sind als Naumburger Chorbücher bekannt. Im Jahr 2015 wurden sie an der Universitätsbibliothek Leipzig digitalisiert.:128

## Johann VI. und die wettinische Kirchenpolitik
Nach dem Kirchenrecht stand der Bischof allein an der Spitze seiner Diözese. Als geistlicher Oberhirte war er Lehrer und Prediger und hatte die Aufsicht über den Klerus, den Gottesdienst und die religiöse Praxis der Laien. Durch die Verleihung der Regalien war er zugleich Lehnsmann des Kaisers und weltlicher Herrscher in seinem Territorium, dem Hochstift, und hatte als Reichsbischof Sitz und Stimme im Reichstag. Diese bischöflichen Rechte gerieten jedoch zunehmend in Konflikt mit den landesherrlichen Machtansprüchen, so dass sie am Ende des 15. Jahrhunderts zum Teil nicht mehr durchsetzbar waren.
Die Bistümer Meißen, Merseburg und Naumburg standen unter Schutzherrschaft der Wettiner. Für das Bistum Meißen wurde in der Leipziger Teilung von 1485 festgelegt, dass Kurfürst Ernst von Sachsen und Herzog Albrecht von Sachsen die Schutzherrschaft gemeinsam innehatten, aber Georg der Bärtige, der seit 1488 im albertinische Sachsen regierte, übte sie praktisch allein aus.
Wie die Bischöfe des 15. Jahrhunderts allgemein, so agierte auch Johann VI. in einem Feld mehr oder weniger umfassender Reformversuche, wie sie die Reformkonzilien von Konstanz (1414–1418) und Basel (1431–1449) beschlossen hatten. Die Kirchenpolitik Georgs des Bärtigen stand in dieser Reformtradition. „Der tief im Glauben verwurzelte Herzog versuchte im Verlaufe seiner Regierung, die offen zutage liegenden negativen Erscheinungen des kirchlichen Lebens zu überwinden und auf diese Weise die Kirche zu reformieren. Bei der praktischen Umsetzung seiner Ideen geriet er mit den Bischöfen von Meißen und Merseburg in Zwiespalt.“ Ein besonderes Anliegen Georgs war es, die Zuständigkeit der geistlichen Gerichte auf Entscheidungen in Ehesachen und über Vergehen von Geistlichen zu beschränken.
Aus dem Streit über die Zuständigkeit der geistlichen Gerichte entwickelte sich ein offener Machtkampf zwischen Herzog Georg und Bischof Johann VI., der acht Jahre andauerte.:191–204 Am Anfang stand die Geldforderung eines Pirnaer Bürgers gegen einen bischöflichen Amtmann. Im Herbst 1502 forderte der Herzog den Bischof auf, den Kläger gemäß dem Urteil des herzoglichen Gerichts zu befriedigen. Dagegen verwahrte sich Johann, der Herzog hätte die Klage nicht annehmen dürfen, sondern den Kläger an das bischöfliche Gericht verweisen müssen. Georg antwortete scharf: Aus der „fürstlichen oberkeit“ ergebe sich seine Verpflichtung, das Recht in seinem Lande zu wahren. Für den Herzog unterstand der Bischof der wettinischen Landesherrschaft und Obergerichtsbarkeit. Der Bischof hielt diesen Grundsatz für inakzeptabel und verschärfte den Konflikt. Zunächst behinderte er die wettinische Steuererhebung in Dörfern des Hochstifts, hielt im November 1502 zwanzig vom Herzog angeforderte gerüstete Reiter zurück, und bestritt schließlich grundsätzlich Georgs Recht auf Heerfolge. Auf diese Verletzung seiner ureigensten Interessen reagierte der Herzog mit der schärfsten Strafe, die er gegen einen Geistlichen verhängen konnte: Er sperrte ihm die Temporalien und sandte den Dresdner Amtmann Balthasar von Grauschwitz in das Stiftsgebiet, wo er den Untertanen Zinszahlung, Dienste oder Gehorsam gegenüber dem Bischof verbot. Die Temporaliensperre sei der „lindeste Weg“, um auf Johanns „eigensinnigkeit, trotzikeit und verachtunge unsrer zcustendigen gebote und gerechtikeit“ zu reagieren.
Der Bischof geriet in die Defensive und bot wiederholt Verhandlungen an, doch der Herzog erklärte, er werde die Auseinandersetzung fortsetzen „biß so lang sulchs unrecht bey uns abgetragen und wir unssers gemutt gsenfft wert“.

„Zwischen Bischof und Landesherr war ein offener Machtkampf entbrannt. An den Koordinaten frühmoderner Landesherrschaft – Gerichtshoheit, Heerfoge, Besteuerung – mußte sich die ständische Qualität des Meißner Bischofs entscheiden. Landsässiger Vasall des wettinischen Territorialstaats oder gleichrangiger und unabhängiger Reichsstand lauteten die Alternativen.“

Der Streit gefährdete zunehmend die militärische Sicherheit, da andere versuchten, ihn für ihre eigenen Ziele auszunutzen. Georg von Guttenstein (Jiří z Gutštejna), Herr auf der böhmischen Burg Gutštejn, hatte im Burgundischen Erbfolgekrieg an der Seite von Albrecht dem Beherzten, Georgs Vater, gekämpft. Weil Georg seine Forderung nach einer angemessenen Bezahlung für diese Dienste ablehnte, erklärte Guttenstein ihm die Fehde. Am 28. November 1504 überfiel Guttenstein das bischöfliche Bischofswerda, raubte die Stadtkasse, plünderte die Stadt und zog sich noch am selben Tag mit reicher Beute und etwa 30 Bürgern als Geiseln zurück. Bischof Johann, der trotz dringender Aufforderung des Herzogs nicht in der Lage war, seine Orte Bischofswerda und Stolpen zu schützen, zog sich nach Wurzen zurück. Georg verlegte eine Garnison nach Bischofswerda und setzte einen Amtmann ein, der für mehrere Jahre die bischöflichen Einnahmen aus Stadt und Amt konfiszierte.
Als 1508 der bischöfliche Prokurator vor einem päpstlichen Delegationsgericht in Leipzig den Vorwurf erhob, Herzog Georg habe Bischofswerda unrechtmäßig besetzt, hetze das Domkapitel gegen den Bischof auf und versuche Druck auf das päpstliche Gericht auszuüben, sah der Herzog darin eine persönliche Beleidigung und zwang den Bischof, sich von den Äußerungen seines Prokurators zu distanzieren.
In der Sache blieb Johann jedoch auf Konfrontationskurs und verbot den Stadträten von Stolpen und Bischofswerda, sich der Gerichtsbarkeit Herzog Georgs zu unterwerfen. Andererseits verweigerte der Herzog 1508 die Übergabe eines in Dresden inhaftierten, des Mordes verdächtigen Priesters an die bischöfliche Gerichtsbarkeit. Auf diese kalkulierte Verletzung des privilegium fori reagierte Johann mit äußerster Schärfe und verhängte das Interdikt über die Residenzstadt Dresden, so dass der Gottesdienst sogar in der Hofkapelle eingestellt werden musste.
Im Herbst 1508 bot der Merseburger Bischof Thilo von Trotha seine Vermittlung an. Der Herzog legte eine lange Liste von Gravamina gegen Johann vor, die er zur Grundlage von Verhandlungen erklärte: Nicht nur die Landsässigkeit des Bischofs und seine Leistungen an die Wettiner sollten festgeschrieben werden, sondern auch seine Kooperation mit der landesherrlichen Kirchenreform. Johann war dazu noch nicht bereit. Georg suchte, ihn immer mehr zu isolieren, indem er auch das Umfeld des Bischofs auf seine Seite zog, z. B. den Amtmann und den Generaloffizial in Stolpen. Das Meißner Domkapitel stand ohnehin auf der Seite des Landesherrn. Ein Vermittlungsversuche der Ernestiner 1510 wurde von Georg abgeblockt.
Das Wiederaufleben einer alten Fehde brach schließlich den Widerstand des Bischofs: Ritter Johann von Köckeritz auf Elsterwerda erkannte die Schwäche des Bischofs und griff 1509 die Pfarrer von Elsterwerda und Ortrand an. Der Stolpener Offizial erschien vor dem Herzog und bat im Namen des Bischofs um Schutz. Georg ließ Elsterwerda durch zwei Amtleute gewaltsam einnehmen, wollte dies aber ausdrücklich als Vorleistung für einen reuigen Untertan verstanden wissen. Seine Rechtsauffassung wurde in dem Schreiben an Köckritz deutlich: Er bezeichnete Johann als seinen treuen Landsassen und die Pfarrer als seine herzoglichen Untertanen. Als Johann danach aber immer noch nicht einlenken wollte und der Offizial erneut um Schutz bitten musste, weil Köckeritz wieder angriff, da erklärte Georg, solange der Bischof sich nicht entschuldige, sei ihm der Schutz verwehrt. Denn die landesherrlichen Rechte über den Bischof seien der Preis für den Schutz.
Im Frühjahr 1511 war Johann schließlich bereit, Abbitte zu leisten und sich dem Herzog zu unterwerfen. Am Ostersamstag erschien er auf dem Meißner Burgberg, bat den Herzog um Beendigung des Konflikts, erkannte die Rechtmäßigkeit der zwischenzeitlichen Schutzverweigerung an, bat erneut um Schutz für die Zukunft, entschuldigte sich für die Aussage seines Prokurators vor dem päpstliche Gericht und versprach, sich in allen strittigen Fragen gegen den Herzog zu verhalten, wie es seine Vorfahren getan hatten. Der abschließende Schiedsspruch, den je zwei Räte beider Seiten ausgearbeitet hatten, entsprach in allen Punkten den Forderungen des Herzogs: Die Wettiner übernahmen wieder die Vertretung des Bischofs im Reich – Schutzverwandtschaft trat an die Stelle von Reichsstandschaft. Mit der Verpflichtung, das Bischofsschloss auf dem Meißner Burgberg zu Ende zu bauen, wurde die Mediatisierung des Meißner Bischofs symbolisch sichtbar, er wurde in die Rolle eines am Hofe seines Herrn wohnenden Vasallen verwiesen.:203

„Neben dem Entgegenkommen Johanns in konkreten, strittigen Einzelfällen waren einige Zugeständnisse von grundsätzlicher Bedeutung. Dazu gehörten die lang umstrittene Visitation und Reform der Frauenklöster durch den Bischof unter Beteiligung landesherrlicher Räte und die Beschränkung der geistlichen Gerichtsbarkeit auf geistliche Streitfälle. Erstmals vermochte der Albertiner, einen sächsischen Bischof vertraglich zur Kirchenreform zu verpflichten. Georgs Vision einer landesherrlich dominierten Kooperation mit den Bischöfen in Sachen Kirchenreform war damit Realität geworden.“

## Vergrößerung des Familienbesitzes
Bis ins letzte Drittel des 15. Jahrhunderts hatte die Familie von Saalhausen nur bescheidene Besitzungen, bekannt sind Lüttwitz bei Döbeln und Sornitz bei Meißen. Bischof Johann förderte gezielt seinen Bruder Georg, der den väterlichen Besitz erbte und mit Hilfe seines Bruders nach 1480 größere Grundherrschaften erwarb, nämlich Schieritz bei Meißen, 1494 Trebsen bei Grimma und 1498 die Herrschaft Lauenstein im Erzgebirge, mit der Einkünfte aus dem Bergbau verbunden waren. In Trebsen ließ er die alte Burg schleifen und an ihrer Stelle das repräsentative spätgotische Schloss Trebsen errichten. Georg von Saalhausen starb 1504, seine drei Söhne Hans, Wolf und Friedrich von Saalhausen erwarben zwischen 1506 und 1510 Rittergüter im Wurzener Stiftsland: Püchau, Wäldgen, Streuben, Sachsendorf (alle drei heute Ortsteile von Wurzen) und 1513 im Stolpener Stiftsgebiet Helmsdorf. Zuvor hatten sie bereits 1512 die ehemals böhmische Herrschaft Wehlen erworben. Der Bischof baute im Stiftsgebiet eine eigene Hausmacht auf, indem er Geld und Güter des Hochstifts Meißen, die er als Privateigentum betrachtete, an seine Verwandten verschenkte. Auch Caspar von Saalhausen, der Sohn eines Onkels des Bischofs, und dessen Söhne Jobst und Hans von Saalhausen sowie deren Nachkommen bedachte Johann bei den Landerwerbungen. Der letzte aus dieser Linie war Melchior von Saalhausen, Herr auf dem Rittergut Schweta, mit dessen Tod 1659 die sächsische Linie derer von Saalhausen im Mannesstamm erlosch.:135
Ab 1515 erwarben Hans, Wolf und Friedrich von Saalhausen einen großen Gebietskomplexe im Königreich Böhmen: die Herrschaften Tetschen (Děčín), Böhmisch Kamnitz, Scharfenstein (Šarfenštejn) und Bensen (Benešov).
Dieser Strategiewechsel folgte einerseits einem allgemeinen Trend des sächsischen Adels zum Erwerb böhmischer Güter, andererseits hatte sich das Verhältnis zwischen Bischof und Herzog durch den langjährigen Streit und die Unterwerfung Johanns unter den Herzog (1511) verändert, so dass die Familie einen Entfaltungsraum außerhalb der wettinischen Hegemonie suchte. „Der Erwerb der böhmischen Herrschaften wurde anscheinend durch den Verkauf nahezu aller Besitzungen finanziert, die sich im Bischofsland oder im wettinischen Herrschaftsgebiet befanden.“:135–136

## Ausstellung
- Mein Glaube, meine Macht – Johann von Saalhausen in Wurzen, Stadtkirche St. Wenceslai vom 21. Mai – 3. Oktober 2018[17]